# Lucien Tesnière
Pour les articles homonymes, voir Tesnière.
Lucien Tesnière, né le 13 mai 1893 à Mont-Saint-Aignan (Seine-Inférieure) et mort le 6 décembre 1954 à Montpellier (Hérault), est un linguiste français, considéré comme le fondateur de la grammaire de dépendance.

## Biographie
Maître de conférences à Strasbourg (1924), puis professeur de linguistique comparée à Montpellier (1937), il a publié des travaux sur les langues slaves, mais il est surtout connu pour sa théorie syntaxique originale, exposée dans son livre posthume Éléments de syntaxe structurale (1959), où il propose une formalisation des structures syntaxiques de la phrase, en s'appuyant sur des exemples tirés d'un grand nombre de langues.
En 1920, il est invité comme enseignant à l'université de Ljubljana ; il est en même temps directeur de l'Institut français. Il y rédige sa thèse sur la disparition du duel en slovène. Proche du poète slovène Oton Župančič, qui était président de l'Institut français, il le fait connaître en France en publiant en 1931 Oton Joupantchhitch, poète slovène. L'homme et l'œuvre.
Il épouse à Zagreb Jeanne Roulier, dont il a eu trois enfants. Elle a joué un rôle déterminant pour la publication posthume de ses Éléments de syntaxe structurelle.
Il a été élu membre correspondant de l'Académie slovène des sciences et des arts le 2 juin 1953.

## Les trois ordres de la phrase
Le modèle de Tesnière se base sur la distinction entre l'ordre linéaire et l'ordre structural de la phrase. L'ordre linéaire, monodimensionnel, est réalisé en discours et observable, alors que l'ordre structural est pluridimensionnel et caché. Dès les premières pages de son livre Éléments de syntaxe structurale, il cite la notion de innere Sprachform (Wilhelm von Humboldt) pour postuler qu'il existe une structure non-matérielle sous-tendant la structure visible d'un énoncé. Les transformationistes y reconnaîtront l'opposition entre structure profonde et structure de surface dans la grammaire générative.

## Stemma

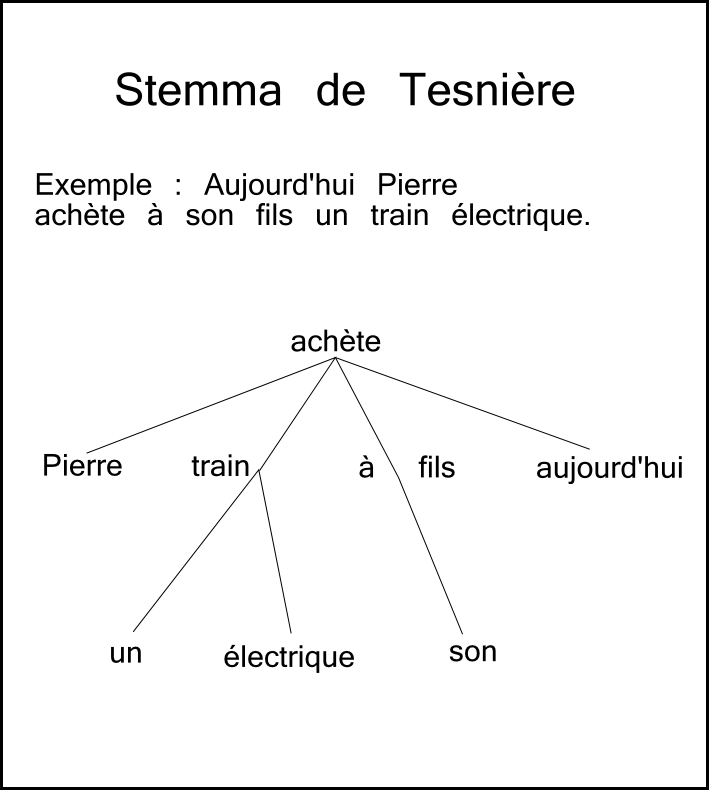
Exemple de stemma.

Pour représenter l'ordre structural, Tesnière utilise une représentation graphique qu'il appelle stemma. Le stemma sert à visualiser des relations verticales et horizontales au sein des constructions syntaxiques.
Les stemmas de Tesnière  (on lit parfois le pluriel stemmata) préfigurent les arbres syntaxiques de la grammaire générative, mais l'organisation des unités représentées correspond à des liens spécifiques qui ne figurent pas la structure de l'analyse en constituants immédiats.

## Un modèle dépendanciel

### Relations fondamentales
1. Connexion: lien de dépendance entre un élément régissant (plus haut dans le stemma) et un élément subordonné (plus bas)
2. Jonction: relation entre deux éléments de fonction équivalente («coordination» de la grammaire traditionnelle)
3. Anaphore: relation sémantique entre deux éléments désignant la même réalité. Par exemple, dans le stemma présenté sur cette page, il y a un lien d'anaphore entre Pierre et son.

La notion de dépendance n'est pas définie à proprement parler par Lucien Tesnière. On cite généralement la définition de Paul Garde:
[T]oute relation syntaxique (entre morphèmes dans le mot, entre mots dans la phrase) s’établit entre deux termes dont l’un, subordonné, dépend de l’autre, principal. Le terme principal (s’il s’agit de mots, le mot principal) est celui qui contient l’information [160] sur les rapports syntaxiques entre l’ensemble constitué par le principal et son subordonné et l’environnement de cet ensemble. (Garde 1981, 159-160)
La notion de nœud recouvre la notion de connexion. Le régissant et ses subordonnés constituent un nœud.

### Structure générale de la phrase

#### La phrase exprime «un petit drame»
Selon Tesnière (1959: ch. 48), le verbe est le centre du «petit drame» qu'exprime la phrase. Selon cette conception, qui mêle sémantique et syntaxe, il est en relation avec des acteurs et des circonstances, qui sont exprimés respectivement par des actants et des circonstants. On retiendra les définitions de Tesnière 
1. «Le verbe exprime le procès.» (ibid, §3)
2. «Les actants sont les êtres ou les choses qui, à un titre quelconque et de quelque façon que ce soit, infime au titre de simples figurants et de la façon la plus passive, participent au procès.» (ibid. §4)
3. «Les circonstants expriment les circonstances de temps, lieu, manière, etc. dans lesquelles se déroule le procès.» (ibid. §7)

#### Le verbe commenœud des nœuds
Le verbe est l'élément de niveau hiérarchique le plus élevé, il régit des compléments, qui régissent eux-mêmes des éléments subordonnés, y compris le sujet. Son intuition que le sujet (grammaire) n'est qu'un actant parmi d'autres résonne avec l'hypothèse d'un sujet à l'intérieur du SV (syntagme verbal) des théories générativistes.

## Classes de mots et fonctions syntaxiques
Selon Tesnière, la nature de la dépendance liant les mots de la phrase est déterminée par la partie du discours à laquelle ils appartiennent. Il y aurait donc une sorte de déterminisme morphologique, les classes de mots gouvernant la syntaxe.

### Connexion et déterminisme morphologique
Tesnière décrit ainsi les mots qu'il dit «pleins», qui sont les seuls à pouvoir posséder des dépendants. Ces «espèces de mots» sont représentées par une lettre, qui correspond à leur terminaison en espéranto.
1. Verbe (I): fonction de nœud des nœuds, élément central de la proposition. Il ne dépend de rien et a deux types de dépendants (le nom et l'adverbe).
2. Substantif (O): fonction d'actant, élément dépendant du verbe et dont la présence est liée à la valence verbale.
3. Adjectif (A): fonction adjectivale, élément dépendant d'un substantif.
4. Adverbe (E): fonction de circonstant, élément dépendant du verbe, mais dont la présence n'est pas liée à la valence verbale. Par ailleurs, l'adverbe peut dépendre également d'un adjectif ou d'un autre adverbe.

### Translation
Un mot peut assumer une fonction qui n'est pas prévue par sa nature en subissant une translation. Ainsi, un nom peut être transféré en adverbe et assumer la fonction de circonstant. La translation est une opération à deux termes:
1. le transférende, qui subit la translation;
2. le translatif, qui la permet.

Par exemple dans la phrase Il a plu pendant un an, le mot an (transférende) est un substantif qui est transféré en adverbe grâce au translatif pendant. De ce fait, il peut assumer la fonction de circonstant.
Il existe deux types de translation :
1. la translation du premier degré agit sur toute espèce de mot à l'exception du verbe ;
2. la translation du second degré agit uniquement sur le verbe et correspond au mécanisme traditionnellement nommé « subordination ».

## Publications
- Petite grammaire russe, Henri Didier, Paris 1934.
- Cours élémentaire de syntaxe structurale, 1938.
- Cours de syntaxe structurale, 1943.
- Esquisse d'une syntaxe structurale, Klincksieck, Paris 1953.
- Éléments de syntaxe structurale, Klincksieck, Paris 1959.  (ISBN 2-252-01861-5)
- Éléments de syntaxe structurale, Klincksieck, Paris 1988, préface de Jean Fourquet, professeur à la Sorbonne, deuxième édition revue et corrigée, cinquième tirage.  (ISBN 2-252-02620-0)